# .tg
.tg es el dominio de nivel superior geográfico (ccTLD) para Togo.